# Diopsoidea
Diopsoidea (лат.) — надсемейство двукрылых из инфраотряда круглошовных мух подотряда короткоусых. Более 450 видов, включая стебельчатоглазых мух.

## Внешнее строение
Узкотелые насекомые (крылья и ноги также узкие). Жилка A1 в переднем крыле атрофирована, птеростигма отсутствует. Ариста расположена дорсально. 7-й стернит брюшка самцов слит с атрофированным 8-м. 7-й тергит самцов слит с прегенитальными сегментами или отсутствует. 

## Систематика
Надсемейство Diopsoidea является сестринским к Nerioidea и делится на две эволюционные линии или подгруппы: первую (Tanypezidae + Strongylophthalmyiidae) и вторую (Somatiidae, Psilidae, Nothybidae, Megamerinidae, Syringogastridae, Diopsidae). В 1997 году тропический род Gobrya (чьи представители обладают очень широкой головой) был выделен из состава Megamerinidae в отдельное семейство Gobryidae, положение которого в Diopsoidea остается неясным.
В 2020 году состав группы претерпел изменения и семейства Tanypezidae и Strongylophthalmyiidae были перенесены в состав надсемейства Nerioidea.

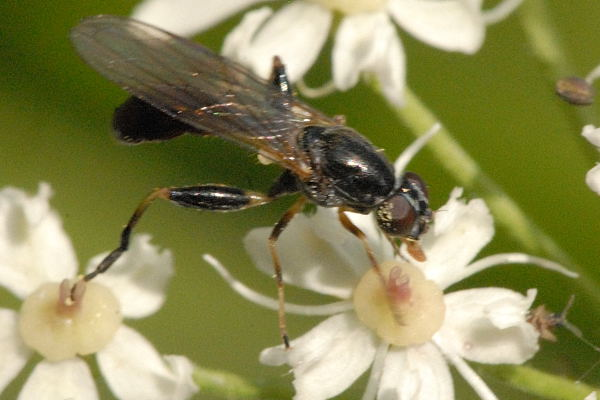
Megamerinidae, 16 видов
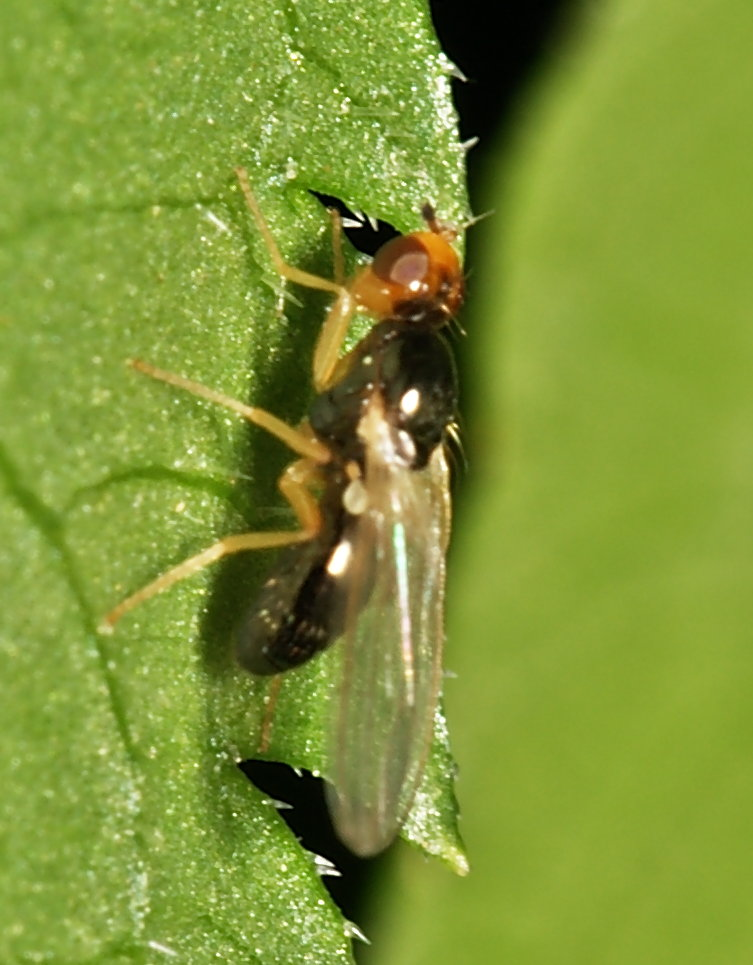
Psilidae, 322 вида
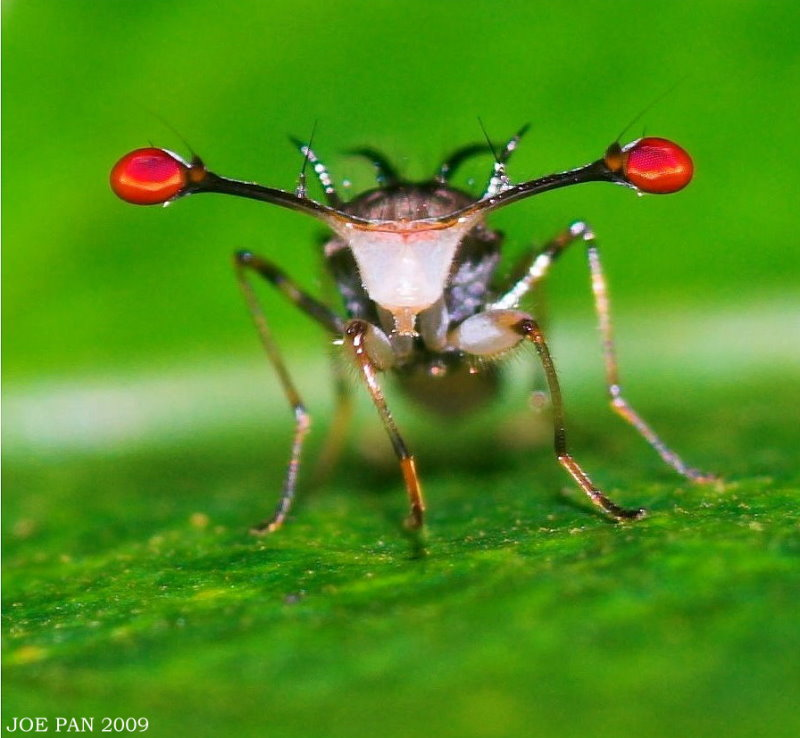
Стебельчатоглазые мухи (Diopsidae), 194 вида
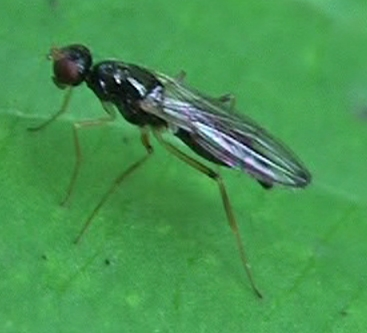
Strongylophthalmyiidae, 50 видов